# Disreflèxia autonòmica
La disreflèxia autonòmica és una emergència mèdica caracteritzada per hipertensió incontrolada i bradicàrdia, encara que també és habitual l’aparició de taquicàrdia. La DA es produeix amb més freqüència en individus amb lesions de la medul·la per sobre del nivell T6, tot i que s'ha observat en pacients amb lesions per sota, fins al nivell T10.
La síndrome de Guillain-Barré també pot causar disreflèxia autonòmica. La hipertensió incontrolada present en la DA pot provocar símptomes lleus, com ara sudoració per sobre el nivell de la lesió, pell de gallina, visió borrosa o mal de cap; tanmateix, la hipertensió severa pot provocar complicacions potencialment mortals, incloent convulsions, sagnat intracranial o despreniment de retina.
La DA es pot desencadenar per estímuls nocius o no nocius que resulten en l'estimulació i posterior hiperactivitat dels sistema nerviós simpàtic. Les causes més freqüents són la sobredistensió de la bufeta o de l’intestí, degudes a la retenció urinària o a la impacció fecal, respectivament. El resultat és una descàrrega incontrolada del sistema nerviós simpàtic que es transmet a través dels nervis perifèrics intactes, i provoca una vasoconstricció sistèmica per sota del nivell de la lesió de la medul·la espinal. La vasoconstricció i la hipertensió arterial perifèrica activen els baroreceptors, i això fa que el sistema nerviós central generi una resposta parasimpàtica amb l’objectiu d’inhibir la descàrrega simpàtica; el problema és que la senyal parasimpàtica no es pot transmetre per sota del nivell de la lesió de la medul·la espinal. Això es tradueix en bradicàrdia, vasodilatació, rubor, constricció pupil·lar i congestió nasal per sobre de la lesió espinal, mentre que hi ha piloerecció, i pell pàl·lida i freda per sota de la lesió a causa de la descàrrega simpàtica predominant.
El tractament inicial consisteix en asseure el pacient en posició vertical, treure qualsevol roba constrictiva (incloses les faixes abdominals i les mitges de compressió), tornar a comprovar la pressió arterial amb freqüència i, a continuació, diagnosticar i eliminar el problema incitant, que pot requerir cateterisme urinari o tractament per eliminar la impacció intestinal. Si la pressió arterial sistòlica es manté elevada (més de 150 mm Hg) després dels passos inicials, s'ha de considerar la introducció d’antihipertensius d’acció ràpida i curta durada, i continuar investigant si hi ha altres causes incitants per tal de resoldre els símptomes. La prevenció de la DA implica educar el pacient, la família i els cuidadors sobre la causa precipitant, si se sap, i sobre com evitar-la, així com sobre altres possibles factors desencadenants. Atès que la bufeta i l’intestí són causes freqüents, la prevenció implica programes rutinaris de la bufeta i de l’intestí i un seguiment urològic dels estudis de cistoscòpia/urodinàmics.

## Signes i símptomes
Aquesta condició és inconfusible i sol ser episòdica; els pacients poden experimentar una pressió arterial notablement alta, mals de cap intensos, sudoració profusa, eritema facial, pell de gallina, congestió nasal, una sensació de mort imminent o por i visió borrosa. Una elevació de 20 mm Hg per sobre de la pressió arterial sistòlica basal, amb origen potencialment per sota del nivell neurològic de la lesió, compleix la definició actual de disreflèxia.

### Complicacions
La disreflèxia autonòmica pot esdevenir crònica i recurrent, sovint en resposta a problemes mèdics de llarga durada, com ara lesions per pressió dels teixits tous o hemorroides. La teràpia a llarg termini pot incloure blocadors d'adrenoreceptors α o blocadors dels canals de calci.
Les complicacions de la hipertensió aguda greu poden incloure convulsions, edema pulmonar, infart de miocardi o hemorràgia cerebral. Altres òrgans que es poden veure afectats són els ronyons i les retines.

## Causes
El primer episodi de disreflèxia autonòmica pot tenir lloc setmanes o anys després que s'hagi produït la lesió medul·lar, però la majoria de les persones amb risc de patir aquesta malaltia (80%) desenvolupen el seu primer episodi durant el primer any després de la lesió. La DA precoç sol associar-se a augments de la pressió arterial menys greus.
Una de les causes més freqüents sol ser una infecció no detectada del tracte urinari. L’ús de catèters permanents o suprapúbics en dificulta el diagnòstic. Altres causes són els efectes secundaris de la medicació i diversos processos de malaltia. L’ús d’estimulants com la cocaïna i les amfetamines que poden provocar retenció urinària i l’ús de depressius del SNC i altres medicaments psicoactius també poden conduir a la retenció urinària i al restrenyiment, cosa que pot donar lloc a una disreflèxia autonòmica quan s'utilitzen durant un període prolongat.

### Dolor
La literatura científica actual suggereix que els estímuls nocius (dolorosos) són els principals iniciadors de la DA. (Nota: no tots els estímuls nocius causaran DA. Altres estímuls nocius que serien greus en persones sense una lesió medul·lar, per exemple, un os trencat, en aquests pacients poden no produir DA i, fins i tot, podrien passar desapercebuts.) No obstant això, altres estudis han trobat que l'activació dels receptors del dolor en músculs i pell per sota de la lesió en persones lesionades a la medul·la espinal no provoca DA. Aquests estudis suggereixen que no tots els estímuls nocius són desencadenants fiables de DA i, atès que els estímuls no nocius també poden desencadenar-la, l’atribució d’un episodi de DA a estímuls nocius pot fer que els metges passin per alt altres desencadenants no nocius subjacents. Com a resultat, els factors desencadenants no nocius podrien continuar sense ser detectats, i perllongar un episodi de DA. La conclusió d'aquests estudis va ser que a l'hora de deduir les causes potencials de la DA és important tenir en compte les fonts d'estimulació no nocives, a més dels desencadenants nocius. El diagnòstic actual de la disreflèxia autonòmica en pacients amb factors causals coneguts inclou la palpació de la bufeta i de l’intestí i de vegades també una ecografia de la bufeta.

## Mecanisme
Les neurones vasomotores supraespinals envien projeccions a la columna cel·lular intermediolateral, que es compon de neurones preganglionars simpàtiques al llarg dels segments T1-L2. Les neurones supraespinals actuen sobre les neurones preganglionars simpàtiques i la seva descàrrega tònica, modulant la seva acció sobre els ganglis de la cadena simpàtica perifèrica i la medul·la suprarenal. Els ganglis simpàtics actuen directament sobre els vasos sanguinis als que innerven controlant-ne el diàmetre i la resistència, mentre que la medul·la suprarenal controla la mateixa resposta indirectament mitjançant l'alliberament d'epinefrina i norepinefrina. Quan hi ha una lesió medul·lar, les vies autonòmiques descendents, que són responsables de la comunicació supraespinal amb les neurones preganglionars simpàtiques, estan tallades, cosa que provoca una disminució de la descàrrega simpàtica per sota del nivell de la lesió. Quan passa això, les neurones preganglionars simpàtiques només estan regulades per interneurones simpàtiques presents a la medul·la espinal. Durant el primer parell de setmanes després d’una lesió medul·lar, la disminució de la descàrrega simpàtica provoca una disminució de la pressió arterial i de la resposta simpàtica. Finalment, la reorganització sinàptica i la plasticitat de les neurones preganglionars simpàtiques resulten en un estat excessivament sensible, que provoca una activació reflexa anormal d”aquestes neurones a causa d’estímuls aferents, com ara la distensió intestinal o la de la bufeta. L’activació reflexa provoca una vasoconstricció sistèmica per sota de la lesió de la medul·la espinal. La vasoconstricció arterial perifèrica i la hipertensió activen els baroreceptors, i això genera una descàrrega parasimpàtica originada al sistema nerviós central, per tal d’inhibir la descàrrega simpàtica; el problema és que aquesta senyal parasimpàtica no es pot transmetre per sota del nivell de la lesió. Això es tradueix en vasodilatació, rubor, constricció pupil·lar i congestió nasal per sobre de la lesió espinal, mentre que hi ha piloerecció i pell pàl·lida i freda per sota de la lesió a causa de la descàrrega simpàtica predominant. La raó per la qual aquest problema és molt més freqüent en lesions superiors al nivell T6 és perquè els nervis esplàncnics sorgeixen per sota del nivell T5. La pèrdua de control del cervell sobre els segments medul·lars T6 i inferiors provoca una vasoconstricció reflexa de les artèries esplàncniques i, atès que aquestes són el dipòsit de sang circulant més gran del cos, la seva vasoconstricció afecta dramàticament la pressió arterial de l’organisme.

## Diagnòstic
Els símptomes no solen ser subtils, tot i que s'han documentat alguns casos asimptomàtics. La disreflèxia autonòmica no és el mateix que la disautonomia, que són els petits canvis cardíacs i neurològics que acompanyen una lesió de la medul·la espinal, com ara la bradicàrdia, la hipotensió ortostàtica i la intolerància a la temperatura ambiental. En la disreflèxia autonòmica, els pacients experimenten hipertensió, sudoració, espasmes (de vegades greus) i eritema (més probable a les extremitats superiors) i poden patir mals de cap i visió borrosa. La mortalitat per DA és poc freqüent, però la malaltia es pot agreujar per altres condicions concomitants com l’ictus, l’hemorràgia retinal i l'edema pulmonar que, si no es tracten, poden ser força greus. Els pacients de més edat amb lesions de la medul·la espinal incompletes i hipertensió sistòlica sense símptomes solen experimentar hipertensió essencial, però no disreflèxia autonòmica. El tractament agressiu d’aquests pacients amb medicaments antihipertensius d’acció ràpida pot comportar resultats desastrosos.

## Tractament
El tractament adequat de la disreflèxia autonòmica implica l’administració d’antihipertensius, juntament amb la determinació i l'eliminació immediata dels estímuls desencadenants. Sovint, seure el pacient al llit amb les cames penjant per fora pot reduir la pressió arterial per sota de nivells perillosos i proporcionar un alleujament parcial dels símptomes. Cal treure qualsevol peça de roba ajustada i les mitges. La cateterització immediata de la bufeta o la desobstrucció d’un catèter urinari bloquejat pot ser que resolguin el problema. S'ha de desbloquejar el recte en cas d’impacció fecal, mitjançant, si cal, un lubricant anestèsic. Si no es pot identificar el desencadenant nociu, llavors s”ha d'instaurar un tractament farmacològic per tal de disminuir la pressió intracranial fins que estudis posteriors puguin identificar-ne la causa.
El tractament farmacològic inclou vasodilatadors d’acció ràpida, com ara nitrats sublinguals o tòpics, i hidralazina o clonidina orals. Els blocadors ganglionars també es poden utilitzar per controlar la descàrrega del sistema nerviós simpàtic. La pomada tòpica de nitroglicerina és un tractament convenient i segur: s'aplica una capa de 2,5 a 5 cm sobre la paret del pit o al front i, quan la pressió arterial comença a normalitzar-se, simplement es neteja. La disreflèxia autonòmica es pot aturar temporalment amb anestèsia espinal o general. Aquests tractaments s'utilitzen durant el part amb pacients que pateixen disreflèxia autonòmica.

## Pronòstic
La pròpia causa de la disreflèxia autonòmica pot posar en perill la vida del pacient i, per tant, s'ha d’investigar a fons i tractar-la adequadament per tal de prevenir la mortalitat i les morbiditats innecessàries.
El Consorci per a la Medicina de la Medul·la Espinal ha desenvolupat unes guies de pràctica clínica basades en l'evidència per al maneig de la disreflèxia autonòmica en adults, nens i dones embarassades. També hi ha disponible la versió per als pacients i els seus cuidadors.